# Беневичи
Беневичи (бел. Бе́невічы) — деревня в Лидском районе Гродненской области Беларуси. Входит в состав Гончарского сельсовета.

## География
Расположена в 22 км к юго-востоку от Лиды, 120 км от Гродно, 9 км от железнодорожной станции Неман. Транспортные связи по шоссе Р-11, которое проходит рядом и ведет из Гродно на Новогрудок.
Ближайшие населённые пункты Гончары, Огородники и др.
Рельеф равнинный. С севера прилегает лесной массив.

### Гидрография
В 1,3 км от деревни в Неман впадает река Дитва.

## История
Результаты археологических раскопок показывают, что первое поселение людей на месте деревни существовало в первобытнообщинном времени, задолго до образования деревни. На северо-восточной окраине находится стоянка каменного и бронзового веков. Вблизи деревни сохранился также курганный могильник, в котором 21 насыпь, 8 из них протяжённые.
С 1904 года в Гончарской волости Лидского уезда Виленской губернии.

## Население

### Численность
- 2009 год — 133 жителей

### Динамика
- 1904 год — 288 жителей[2]
- 1999 год — 184 жителей (перепись населения)
- 2009 год — 133 жителей (перепись населения)[2]

## Улицы
- Заводская
- Лесная
- Молодёжная